# Ettan (snus)

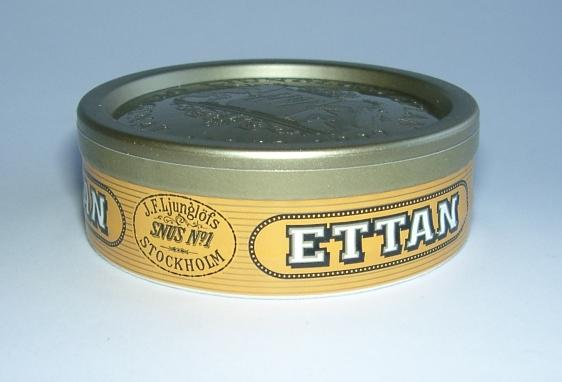
En dosa Ettan lössnus.

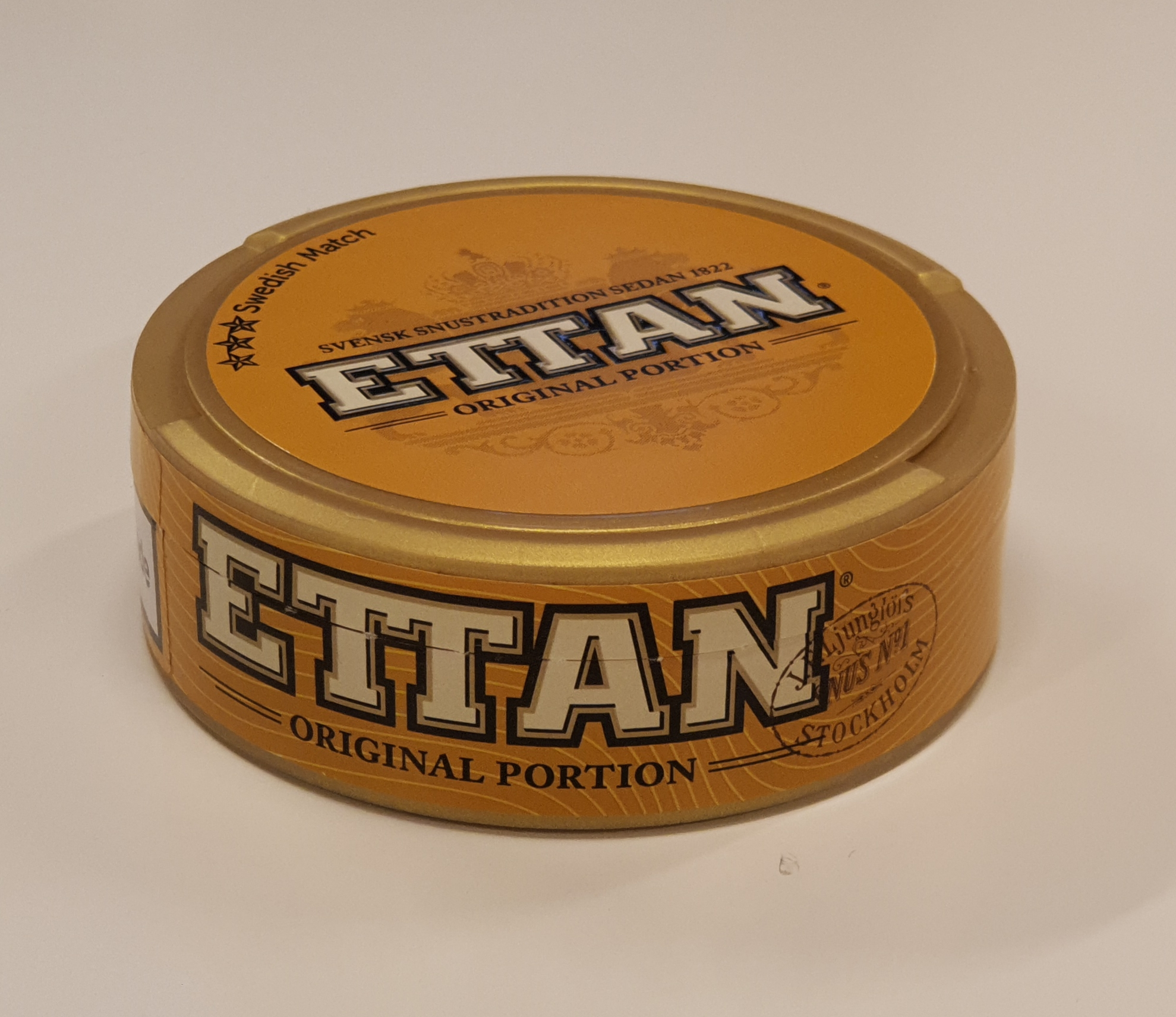
En dosa Ettan portionssnus.

Ettan är ett svenskt snusmärke. Varumärket skapades 1822 som Ljunglöfs No. 1. Ettan är även ett av de äldsta aktiva varumärkena i svensk dagligvaruhandel.
Receptet skapades av Jacob Fredrik Ljunglöf och är oförändrat sedan 1822. Vid denna tid var det vanligt att referera till fabrikens finaste kvalitet som No. 1. (det fanns även en kvalitet No. 2.). I dagligt tal benämndes Ljunglöfs No. 1 helt enkelt Ettan.
Jacob Fredrik Ljunglöf värvades 1821 till chef för Lundgren-Anderssonska tobaksfabriken, och året därpå började han att producera snus under eget namn. År 1822 skapade han receptet för Ettan.

## Det första moderna snuset
Ettan kan sägas vara det första moderna snuset. Under tidigt 1800-tal producerades snus genom att tobak fermenterades  vid förhöjda temperaturer i upp till sex månader. Jacob Fredrik Ljunglöf hade en teori: om tobaken kunde behandlas utan fermentering skulle den både smaka bättre och kunna produceras mer effektivt. Han vände sig till sin vän kemisten Jacob Berzelius för att få råd. Tillsammans skapade de en ny metod för att producera snus, genom att använda tobak, salt, vatten och pottaska. Istället för att behöva beredas i månader kunde en sats snus nu bli färdig på en vecka.
Såväl den nya produktionsmetoden som framgångarna med receptet till Ljunglöfs No. 1. hjälpte till att bygga Jacob Fredrik Ljunglöfs förmögenhet. Då han avled 1860 var han en av Sveriges rikaste män.

## Europas största producent av rökfri tobak under 1800-talet
Hans son, Knut Ljunglöf, utvecklade varumärket Ettan och fabriken så framgångsrikt att han blev känd som ”Snus-kungen”.
Knut Ljunglöf vann ryktbarhet för att vara närmast besatt av produktens kvalitet. Varje morgon placerades en silverskål med färskt snus på hans skrivbord. Med en sked lade fabrikören ett luktprov i vardera näsborre och nös i sin näsduk. På detta sätt hade han lärt sig att avgöra fuktighetsgraden i snuset och tobakens kvalitet. Om provet godkändes, kunde snuset paketeras och säljas. Var beskedet vid provet icke godkänt, kasserades hela sändningen.
Knut Ljunglöf blev mer framgångsrik i affärer än sin far. Hans företag växte till Europas största producent av rökfritt tobak. Vid sin död efterlämnade han en av Sveriges största förmögenheter, 16 miljoner kronor. Knut Ljunglöf efterlämnade också en större egendom norr om Stockholm, i folkmun känt som Ljunglöfska palatset, på grund av sitt slottslika yttre.
I syfte att finansiera Sveriges försvarsmakt och den första folkpensionsreformen, skapades 1915 ett tobaksmonopol i Sverige. Hela den svenska tobaksindustri införlivades i det nybildade bolaget AB Svenska Tobaksmonopolet. Att se sitt livsverk gå honom ur händerna gjorde Knut Ljunglöf till en bitter man. År 1920 – fem år efter att verksamheten monopoliserats – avled han, 87 år gammal.  Varumärket Ettan lever dock kvar som ett av de äldsta varumärkena för snus och ett av de äldsta svenska varumärkena oavsett kategori. I RÅ 1970 s.74 fann Regeringsrätten (nuvarande Högsta förvaltningsdomstolen att varumärket Ljunglöfs var skyddat genom inarbetning, trots att benämningen Ljunglöfs inte använts sedan tobaksmonopolets införande. Fortfarande används benämningen Ljunglöfs Ettan trots att det är nära 100 år sedan snuset Ettan bar det namnet.

## Ettan – sortiment
Ettan säljs som lössnus (42 gram/dosa), portionsnus (Ettan Original Portion) samt "White portion" (Ettan Vit portion).